# Sproat Lake Provincial Park
Der Sproat Lake Provincial Park ist ein 43 Hektar großer Provincial Park in der kanadischen Provinz British Columbia. Der Park liegt relativ im Zentrum von Vancouver Island, etwa 10 Kilometer westlich von Port Alberni.
Er liegt dabei unmittelbar am Highway 4, welcher die Ost- und die Westküste der Insel verbindet.

## Anlage
Der für kanadische Verhältnisse relativ kleine Park liegt an der Nordseite des Sproat Lake. Der Park wird dabei vom Highway 4 durchschnitten. Der größere der beiden Campingplätze und auch die beiden Picknickbereiche liegt unmittelbar am See, während der kleinere Campingbereich durch den Highway vom See und der dort gelegenen Sanitäranlage getrennt ist.
Bei dem Park handelt es sich um ein Schutzgebiet der Kategorie II (Nationalpark).

## Geschichte
Bevor die Gegend ein Park wurde, hieß sie Smith’s Landing und war ein nach George Smith, einem dort ansässigen Farmer, benanntes Erholungsgebiet. Der Park wurde der Provinz British Columbia dann im Jahr 1966 von dem Holzkonzern MacMillan Bloedel, heute Weyerhaeuser, übergeben.
Der für den neuen Park namensgebende See wurde nach einem der frühen Siedler und Geschäftsleute benannt. Gilbert Malcolm Sproat erreichte Vancouver Island im Jahr 1860 und errichtete am nahegelegenen Alberni Canal eine Sägemühle.
Jedoch auch für diesen Park gilt, das er lange bevor die Gegend von Einwanderern besiedelt oder sie Teil eines Parks wurde, bereits das traditionelle Jagd- und Fischereigebiet verschiedener Stämme der First Nations war. Besonders eindrucksvoll lässt sich dies durch am Seeufer entdeckte Petroglyphen belegen. Genaues über die Bedeutung der „K'ak'awin“ genannten Zeichen ist leider nicht bekannt.

## Flora und Fauna
Das Ökosystem von British Columbia wird mit dem Biogeoclimatic Ecological Classification (BEC) Zoning System in verschiedene biogeoklimatischen Zonen eingeteilt. Biogeoklimatische Zonen zeichnen sich durch ein grundsätzlich identisches oder sehr ähnliches Klima sowie gleiche oder sehr ähnliche biologische und geologische Voraussetzungen aus. Daraus resultiert in den jeweiligen Zonen dann auch ein sehr ähnlicher Bestand an Pflanzen und Tieren. Innerhalb dieser Systematik wird das Parkgebiet der Coastal Douglas Fir Zone zugeordnet.
Im Parkgebiet wächst hauptsächlich die Douglasie, aber auch der Riesen-Lebensbaum. Im Uferbereich des Parks wächst auch der Zucker-Ahorn. Der Wald hat einen Unterwuchs aus Farnen und Heidekrautgewächsen. Hier wachsen die Shallon-Scheinbeere, die Prachthimbeere, die Gewöhnliche Mahonie sowie der Seidige Hartriegel. Auch findet man hier den Pazifischen Blüten-Hartriegel. Diese geschützte Pflanze findet sich auch im Wappen von British Columbia wieder.
Aufgrund der Größe des Parks finden sich hier hauptsächlich kleine Säuger, Vögel, Reptilien und Amphibien sowie Fische. Aus den umliegenden Gebieten wandern hauptsächlich im Winter auch größere Tiere wie der Wapiti, hier besonders der Roosevelt-Wapiti (Cervus elaphus roosevelti) oder auch der Schwarzbär durch den Park. Aus der Vogelwelt kommen unter anderem der Diademhäher oder die Halsbanddrossel vor. Im See finden sich hauptsächlich Regenbogenforellen (sowohl als stationäre wie auch als anadrome Wanderform, im Englischen unterschieden als Rainbow Trout und Steelhead Trout) und Cutthroatforellen.

## Aktivitäten
Der See ist bei der Bevölkerung, nicht nur der von Port Alberni, sehr beliebt und dient als Naherholungsgebiet. Auf dem See ist neben Bootfahren auch Wasserskilaufen und Windsurfen verbreitet. Ebenfalls finden sich reichlich Hausboote auf dem See.
Der See ist für seine Süßwasserfischerei im Frühling, Herbst und Winter bekannt und bei Anglern beliebt.
Der Park hat zwei Zeltplätze mit 44 bzw. 15 Stellplätzen für Wohnmobile und Zelte und verfügt über eine einfache Sanitäranlage mit Dusche.
Bis zum Jahr 2024 stellten die am See stationierten Wasserbomber vom Typ Martin Mars eine besondere touristische Attraktion dar. Die Basis der betreibenden Firma grenzte unmittelbar an den Park und konnte zeitweise besichtigt werden. Nachdem der Vertrag mit der Provinz British Columbia ausgelaufen war, war als letzte Maschine die Hawaii Mars nochmals im Sommer 2015 befristet als Löschflugzeug im Einsatz. Am 11. August 2024 flog die Hawaii Mars, zeitweise begleitet von den Snowbirds der kanadischen Streitkräfte, zum Victoria Airport Water Aerodrome am Victoria International Airport, wo sie Teil einer Dauerausstellung des British Columbia Aviation Museum wurde. Die nicht mehr flugfähige Philippine Mars wurde an das Pima Air & Space Museum in den USA übergeben.